# Lars van den Berg
Lars van den Berg (De Meern, Utrecht, 7 de julio de 1998) es un ciclista neerlandés que compitió de manera profesional entre 2017 y 2025. Su hermano Marijn también es ciclista profesional.

## Biografía
En 2019 demostró ser un buen escalador al terminar décimo en el Alpes Isère Tour, el Grand Prix Priessnitz spa, el Kreiz Breizh Elites y el Tour del Porvenir. Para la temporada 2020 fichó en Francia con el equipo continental del Groupama-FDJ.
Al igual que sus compañeros Jake Stewart y Clément Davy, firmó un contrato con el equipo UCI World Tour del Groupama-FDJ a finales de la temporada 2020, para ayudar a Thibaut Pinot en la montaña.
En marzo de 2025 se vio obligado a poner fin a su carrera debido a un problema cardíaco.

## Palmarés
No consiguió ninguna victoria profesional.

## Resultados en Grandes Vueltas
| Carrera | Carrera         | 2017 | 2018 | 2019 | 2020 | 2021 | 2022 | 2023 | 2024 |
| ------- | --------------- | ---- | ---- | ---- | ---- | ---- | ---- | ---- | ---- |
|         | Giro de Italia  | —    | —    | —    | —    | 64.º | —    | Ab.  | —    |
|         | Tour de Francia | —    | —    | —    | —    | —    | —    | 70.º | —    |
|         | Vuelta a España | —    | —    | —    | —    | —    | —    | —    | —    |

―: no participa
Ab.: abandono

## Equipos
- Metec-TKH Continental Cyclingteam p/b Mantel (2017-2019)
- Groupama-FDJ Continental (2020)
- Groupama-FDJ (2021-2025)[4]